# Mysteriózní film

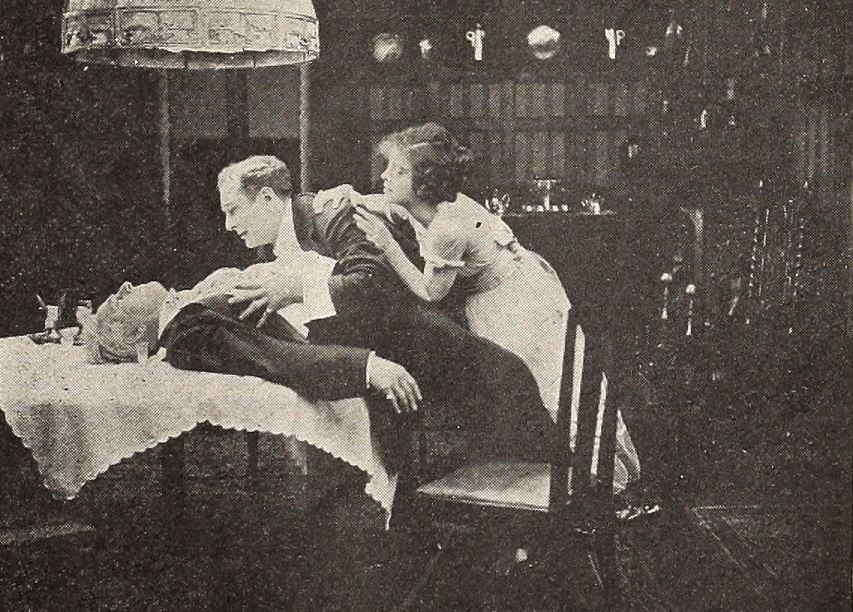

Mysteriózní film (anglicky mystery film) je jeden z filmových žánrů. Konkrétně jde o podžánr kriminálních filmů a filmových thrillerů, které se u tohoto žánru kombinují. Děj vyvolává v divákovi, podobně jako žánr horor, pocit strachu a touhu rozřešit prvek daného filmu — tajemství či záhadu, která je součástí zápletky. 
Příkladem mysteriózních filmů jsou například filmy o Sherlocku Holmesovi, film L. A. - Přísně tajné (1997), Sedm (1995) nebo Prokletý ostrov (2010). Mezi nejznámější režiséry mysteriózních snímků patří Marvin LeRoy, Clint Eastwood či Lee Marvin.